# Brytyjskie Wyspy Dziewicze na Letnich Igrzyskach Olimpijskich 2016
Brytyjskie Wyspy Dziewicze na Letnich Igrzyskach Olimpijskich 2016 w Rio de Janeiro, będzie reprezentowało czterech zawodników. Będzie to 9. start reprezentacji Brytyjskich Wysp Dziewiczych na letnich igrzyskach olimpijskich.

## Reprezentanci

### Lekkoatletyka
| Zawodniczka            | Konkurencja             | Eliminacje | Eliminacje | Ćwierćfinał            | Ćwierćfinał            | Półfinał               | Półfinał               | Finał                  | Finał                  |
| Zawodniczka            | Konkurencja             | Rezultat   | Pozycja    | Rezultat               | Pozycja                | Rezultat               | Pozycja                | Rezultat               | Pozycja                |
| ---------------------- | ----------------------- | ---------- | ---------- | ---------------------- | ---------------------- | ---------------------- | ---------------------- | ---------------------- | ---------------------- |
| Eldred Henry           | Pchnięcie kulą mężczyzn | 17.07      | 34         | -                      | -                      | -                      | -                      | Odpadł w eliminacjach  | Odpadł w eliminacjach  |
| Ashley Kelly           | Bieg na 200 m kobiet    | 23,61      | 56         | Odpadła w eliminacjach | Odpadła w eliminacjach | Odpadła w eliminacjach | Odpadła w eliminacjach | Odpadła w eliminacjach | Odpadła w eliminacjach |
| Tahesia Harrigan-Scott | Bieg na 100 m kobiet    | 11,54      | 37         | Odpadła w eliminacjach | Odpadła w eliminacjach | Odpadła w eliminacjach | Odpadła w eliminacjach | Odpadła w eliminacjach | Odpadła w eliminacjach |

### Pływanie
| Zawodniczka    | Konkurencja                 | Eliminacje | Eliminacje | Półfinał               | Półfinał               | Finał                  | Finał                  |
| Zawodniczka    | Konkurencja                 | Czas       | Miejsce    | Czas                   | Miejsce                | Czas                   | Miejsce                |
| -------------- | --------------------------- | ---------- | ---------- | ---------------------- | ---------------------- | ---------------------- | ---------------------- |
| Elinah Phillip | 50 m stylem dowolnym kobiet | 26,26      | 48         | Odpadła w eliminacjach | Odpadła w eliminacjach | Odpadła w eliminacjach | Odpadła w eliminacjach |